# Ataxie (Pferd)
Als Ataxie (griech.: ataxia, Unordnung) werden bei Pferden Störungen der normalen Bewegungsabläufe und der Körperhaltung bezeichnet. Ursache sind hierbei nicht Erkrankungen oder Verletzungen des Bewegungsapparates, sondern Schädigungen des Zentralnervensystems. Die Schädigungen können sich wiederum in Form übersteigerter Bewegungen (Symptom des oberen motorischen Neurons) oder reduzierter Ansprechbarkeit (unteres motorisches Neuron) der Gliedmaßen darstellen.

## Ursachen
Es kommen verschiedene Ursachen in Frage, die für eine Ataxie verantwortlich sein können. Grundsätzlich werden drei verschiedene Arten der Ataxie unterschieden.
Der spinalen Ataxie liegt eine Schädigung des Rückenmarks und damit eine Schädigung der empfindlichen Nervenbahnen zugrunde. Diese kann zum Beispiel durch Verletzungen hervorgerufen werden, bei denen Blutergüsse auf den Wirbelkanal drücken. Auch feine Risse in der Knochensubstanz können später zu arthritischen Veränderungen der Wirbel führen, die diese anschwellen und so das Rückenmark verletzen lassen. Als sehr häufiges Problem werden Subluxationen an Gelenken im Bereich der Halswirbelsäule beobachtet (Wobbler-Syndrom). Auch eine falsche Fütterung bei Jungtieren kann die Ursache für eine später auftretende Ataxie sein. Zu protein- und energiehaltiges Futter führt zu einem zu schnellen Wachstum. Die langsamer wachsenden Weichteile können später dann Auslöser für die Ataxie sein. Auch Störungen der Blutversorgung des Rückenmarks durch eine Fibrokartilaginöse Embolie oder Thrombosen können eine spinale Ataxie verursachen.
Die Ursache der zerebralen Ataxie sind Erkrankungen des Groß- (Cerebrum), Zwischen- oder Mittelhirns.
Die zerebellare Ataxie wird durch eine Schädigung im Kleinhirn (Cerebellum) ausgelöst.
Die beiden letztgenannten Ataxien sind zumeist Folge einer schweren Virusinfektion. Auslöser kann zum Beispiel das equine Herpes-Virus (EHV-1) sein. Auch eine Infektion mit dem Bakterien wie Borrelia burgdorferi (Borreliose) kann neben dem Gehirn auch das Rückenmark befallen und so zu einer Ataxie führen. Weiterhin können Parasiten wie Strongyliden, Sarcocystis neurona, Toxoplasma gondii und Neospora hughesi die Blut-Hirn-Schranke durchbrechen und sich im Gehirn ausbreiten. Auch schwere Kopfverletzungen oder Vergiftungen können zur Ataxie führen.

## Symptome
Grundsätzlich ist der Bewegungsablauf des Pferdes gestört, seine Bewegungen wirken unkoordiniert. Es lässt sich nicht oder nur sehr schwierig rückwärts richten, vermeidet stark abfallendes Gelände und hat auf unebenem Boden oder in engen Wendungen Probleme, es stolpert oder stürzt. Beim Führen an der Hand taumelt es und wirkt wie betrunken.
Bei Ataxien im Bereich der Hinterhand lässt sich der Schweif gummiartig bewegen. Das Pferd leistet keinen Widerstand im Gegensatz zu einem gesunden Pferd.